# Wanna Marchi
Wanna Marchi, nata Vanna (Castel Guelfo di Bologna, 2 settembre 1942), è un personaggio televisivo, truffatrice e criminale italiana.
Molto popolare negli anni ottanta e novanta, tanto da guadagnarsi il soprannome di «regina delle televendite», fu in seguito più volte giudicata responsabile di truffe connesse alla sua attività e condannata a diverse pene detentive di varia durata.

## Biografia

### Origini e formazione
Nata a Castel Guelfo di Bologna il 2 settembre 1942 da una famiglia di contadini, è la figlia primogenita di Enedina Brini (1914-1993) e Nino Marchi (1912-1957). In seguito alla morte del padre, avvenuta il giorno di Natale del 1957, iniziò a lavorare come estetista a Ozzano dell’Emilia.

### La carriera di televenditrice
Divenne conosciuta quando iniziò a lavorare in radio; successivamente esordì in televisione con il programma televisivo Gran Bazar, condotto da Raffaele Pisu e Marisa Del Frate.
Tra la fine degli anni settanta e i primi anni ottanta, Wanna Marchi si fece notare per le chiassose televendite di prodotti dimagranti basati su micronizzato di tarassaco ed estratti di alghe, con cui, grazie anche al suo particolare stile comunicativo, ebbe un certo successo.
A partire dal 1983 condusse una trasmissione tutta dedicata ai prodotti da lei sponsorizzati, il Wanna Marchi Show, in onda in seconda serata su Rete A e condotta insieme ai figli Maurizio e Stefania Nobile. Durante le televendite usava un tono di voce alto e stridulo e frasi dirette e ad effetto, spesso contenenti anche insulti, unitamente a una gestualità appariscente e incisiva: uno stile che la rendeva inconfondibile, tanto da venire soprannominata la "regina delle televendite" e "teleimbonitrice". Caratteristica e rimasta nell'immaginario collettivo è la frase che urlava ripetutamente per cercare l'assenso dei telespettatori: "D'accordo?!".
Uno dei prodotti più venduti era la crema "scioglipancia", della quale l'imbonitrice illustrava proprietà dimagranti miracolose. Il costo "in offerta" era, negli anni ottanta, di 100 000 lire per tre confezioni. La Marchi, cavalcando l'onda del successo del suo motto, nel 1989 registrò, come Wanna Marchi & The Pommodores, un singolo su 7" e 12", intitolato appunto D'accordo?!: il brano, un ensemble di frasi più o meno ripetute della televenditrice accompagnate da una base synthpop tipicamente anni ottanta suonata dal gruppo The Pommodores (nome parodistico di The Commodores), raggiunge una discreta notorietà grazie anche al passaggio nel programma televisivo Superclassifica Show. La canzone e il video sono annoverati fra gli esempi di produzione trash della televisione degli anni ottanta. 
Grazie alla popolarità, nel 1990 Wanna Marchi viene ingaggiata come attrice minore nella parodia I promessi sposi, sceneggiato del trio comico Lopez, Marchesini, Solenghi, dove interpreta un'imbonitrice che vende prodotti per curare la peste. Nel 1998 recita nella pellicola di Alfredo Arciero Dio c'è, accanto a Riccardo Rossi e Chiara Noschese.
Nella primavera del 2004, durante le vicende giudiziarie, Wanna Marchi e la figlia tornano in onda con una striscia quotidiana, non di televendite ma di talk show di attualità, intitolata Tremate tremate, le streghe son tornate sull'emittente locale TV7 Lombardia.

### Il ritorno sui media
Il 25 marzo 2014 Wanna Marchi e la figlia sono stati ospiti alla trasmissione radiofonica La Zanzara condotta da Giuseppe Cruciani e co-condotta da David Parenzo su Radio 24. 
Nel novembre e dicembre del 2015 torna in video assieme alla figlia Stefania Nobile conducendo il programma Ora parlo io sul canale iTV Italia. Il 6 ottobre 2016 è la protagonista della prima puntata de L'intervista, programma condotto da Maurizio Costanzo su Canale 5. Nel gennaio 2017 suscita clamore l'annuncio della partecipazione, insieme alla figlia, a L'isola dei famosi. A causa delle polemiche sorte in merito, Mediaset ha deciso di non confermare la loro presenza nel cast del reality show. Da dicembre dello stesso anno insieme alla figlia Stefania avrebbe dovuto tenere un corso di formazione per aspiranti venditori presso l'istituto Paritari Volta di Bari, ma viste le polemiche la scuola ha fatto un passo indietro.
Nella primavera del 2018 è protagonista, assieme alla figlia, del programma di RTB Network Le grandi sorelle, dove segue e commenta in diretta le puntate della quindicesima edizione del Grande Fratello. Il 29 settembre 2021 torna in televisione prendendo parte assieme alla figlia ad una maratona di 100 ore di diretta televisiva, trasmessa dal canale digitale GO-TV. Per la stessa rete, dal 15 novembre 2021 affianca la figlia nel programma da lei condotto e ideato #noicreiamodipendenza, in onda il lunedì dalle 22:00 per otto ore di diretta consecutive.
Nel settembre del 2022 viene trasmesso da Netflix un documentario di quattro puntate dedicato alla vita di Wanna Marchi intitolato appunto Wanna, che viene inoltre candidato ai Nastri d'argento come miglior documentario nel 2023.

## Vita privata
Nel 1961, a 18 anni, si sposò con Raimondo Nobile, rappresentante d'azienda di origini palermitane, dal quale ebbe due figli: Maurizio (1961) e Stefania (1964). Il matrimonio con Raimondo, definito da Wanna uomo violento e fedifrago, naufragò alla fine degli anni ottanta.
Il 21 aprile 2017 sposò, dopo 29 anni di convivenza, il compagno Francesco Campana, anche lui, come lei, arrestato e condannato per associazione a delinquere, salvo poi essere salvato dalla galera grazie all'indulto. Restarono uniti fino alla morte di Campana avvenuta nell'agosto 2022.
È sostenitrice dell'associazione Nessuno tocchi Caino, affiliata al Partito Radicale Transnazionale.

## Procedimenti giudiziari

### Fallimento della "Wanna Marchi" (1990-)
Nel 1990 Wanna Marchi viene arrestata e poi condannata a 1 anno e 11 mesi di reclusione per concorso in bancarotta fraudolenta per il fallimento della società “Wanna Marchi” a lei intestata, tramite la quale vendeva prodotti cosmetici. Nel 1994 ritorna a vendere in televisione assieme alla figlia Stefania, su varie emittenti locali private, grazie anche all'appoggio politico e finanziario del sedicente marchese rag. Attilio Capra de Carrè.

### Truffa della Ascié s.r.l. (2001-2015)
Al 1996 risale la costituzione della società Ascié s.r.l. di Milano, tra i cui soci figurano la figlia Stefania Nobile ed il brasiliano Mário Pacheco do Nascimento. Con questa società la Marchi trasformò le televendite in veri e propri spettacoli televisivi.
Il 27 novembre 2001 esce lo scoop della trasmissione Striscia la notizia a proposito di una serie di truffe che la vedeva coinvolta, al fianco della figlia e del sedicente mago do Nascimento, quale presentatrice di una vendita televisiva di numeri fortunati per il gioco del lotto, talismani, amuleti e kit contro le influenze maligne (rito del sale, del desiderio, del danaro, del corallo, ecc.).
Si scopre che la Ascié s.r.l., grazie a questa pubblicità, aveva indotto molte persone a pagare ingenti quantitativi di denaro in cambio di bustine di sale da cucina, rametti di edera e altri oggetti, la cui funzione avrebbe dovuto essere quella di scacciare il malocchio. Il materiale doveva utilizzarsi secondo "procedure rituali", ed in caso di fallimento di queste (per esempio se il sale non si fosse sciolto) si sarebbe acclarata la presenza del malocchio; la società stessa avrebbe quindi provveduto a fornire gli opportuni rimedi. Il caso fu denunciato sei anni prima di Striscia la Notizia da Telefono Antiplagio, ma le autorità non si mossero: unica eccezione l'Autorità Garante della Concorrenza e del Mercato che, sempre su denuncia di Telefono Antiplagio, sanzionò Wanna Marchi e soci per pubblicità ingannevole.
Il servizio fu realizzato da Striscia la notizia, grazie alla collaborazione di una donna, Fosca Marcon (scomparsa nel 2016), che finse di essere interessata ai prodotti ed al servizio forniti dalla società e si avvalse di filmati realizzati con telecamere nascoste e registrazioni telefoniche per mostrare la condotta della società della Marchi; Stefania Nobile si rivolse alla finta cliente dicendole "le auguro tutto il male del mondo" e prospettandole disgrazie nel caso in cui non fossero stati presi provvedimenti contro il malocchio.
La condotta della Marchi e dei soci era stata inoltre già resa nota in televisione poco tempo prima nella trasmissione Mi manda Raitre, condotta da Piero Marrazzo. La vicenda suscita rapidamente clamore per lo sfruttamento della credulità popolare operata dalla Marchi in concorso con la figlia e Do Nascimento. In particolare, i metodi della società della Marchi vengono considerati truffaldini poiché:
- I numeri del lotto vengono promessi come "personalizzati" per il cliente al quale si richiede un esborso, risultando invece gli stessi per tutti i clienti.
- Il cloruro di sodio (sale da cucina) ha un limite di solubilità in acqua. Se la quantità di sale introdotta nell'acqua supera una certa soglia, il sale non è più in grado di sciogliersi, rimanendo depositato sul fondo del recipiente (saturazione).
- I rametti d'edera erano recisi da una pianta nel cortile degli uffici societari.[19]

A seguito della denuncia, il Nucleo Provinciale di Polizia Tributaria della Guardia di Finanza di Milano avvia unitamente all'Autorità Giudiziaria un'indagine per associazione per delinquere finalizzata alla truffa e all'estorsione (quest'ultimo reato verrà successivamente derubricato a truffa aggravata), indagine che ha prodotto il rinvio a giudizio di Wanna Marchi, della figlia Stefania Nobile e di altri collaboratori.

#### Il processo (2003-2010)
Il 24 gennaio 2002 Wanna Marchi e la figlia Stefania Nobile vengono arrestate con altre cinque persone legate a vario titolo alla società Asciè, che gestisce la televendita. Sono in totale 132 le persone che sporgono formale denuncia contro la società e 62 si costituiscono parte civile al processo. La Guardia di Finanza valuta che la somma lucrata ammonterebbe a 63 miliardi di lire. Wanna Marchi e Stefania Nobile scelgono di andare a dibattimento, il processo Marchi-Nobile ha inizio il 2 luglio 2003.
Il 3 aprile 2006 la Marchi e la Nobile vengono condannate a due anni e sei mesi di reclusione nel processo-bis per truffa aggravata davanti alla prima sezione penale del Tribunale di Milano: le due donne e gli altri imputati vengono inoltre condannati a risarcire alcune delle vittime delle truffe per un ammontare di quasi 40 000 euro. Il 10 maggio 2006 la Marchi, Francesco Campana e la figlia vengono condannati in primo grado dal Tribunale di Milano per associazione a delinquere finalizzata alla truffa aggravata, con condanne rispettivamente di 10, 4 e 10 anni, e al risarcimento delle vittime (oltre 2 milioni di euro), reso in buona parte possibile dal sequestro di varie proprietà immobiliari intestate a Stefania Nobile. Wanna Marchi risulta nullatenente. Francesco Campana viene coinvolto in quanto autore del sistema informatico utilizzato dalla Ascié s.r.l.; Mario Pacheco do Nascimento, partito per il Brasile sapendo di un suo probabile arresto, viene condannato con rito abbreviato a 4 anni il 30 maggio 2003, Menoncello patteggia per 2 anni e 6 mesi.
Dall'aprile 2006 Wanna Marchi e Stefania Nobile si trovano agli arresti domiciliari e decidono di aprire un videoblog intitolato Tutta la verità. Successivamente lo spazio web viene gestito da Giorgio Lombardi, per essere infine chiuso dalle stesse Marchi e Nobile sei mesi dopo l'attivazione, secondo la Marchi "per ragioni di opportunità" in attesa degli sviluppi del processo. In attesa del processo d'appello, fissato per il gennaio del 2008, la Marchi torna al lavoro nel settore da cui era partita: dirige infatti un centro benessere e bellezza a Carpi in provincia di Modena. «Ho deciso di tornare al lavoro, dopo cinque anni, occupandomi di quello che so fare», dichiara all'agenzia Ansa, «Il contatto con i responsabili del centro carpigiano è nato quasi per caso e adesso sono qui, vulcanica come sempre, pronta a mettere la mia esperienza al servizio della bellezza».
Il 27 marzo 2008 arriva la sentenza della Corte d'appello che riduce la somma delle due condanne inferte a 9 anni e 6 mesi per Wanna Marchi, a 9 anni 4 mesi e 9 giorni per Stefania Nobile e a 3 anni 1 mese e 20 giorni quella comminata a Francesco Campana, il convivente. Le due donne vengono arrestate il 4 giugno 2008 dagli agenti della Squadra mobile di Milano in esecuzione di una misura cautelare emessa dalla quarta sezione penale della Corte d'Appello. Nel provvedimento si fa riferimento alla possibilità di «reiterazione di condotte di reato» e alla «ragionevole probabilità di espatrio delle due donne». Vengono rilasciate dopo pochi giorni. Successivamente Wanna Marchi trova occupazione nel bar del fidanzato della figlia Stefania a Milano.
Il 4 marzo 2009 la Corte di cassazione ha confermato in via definitiva le condanne a 9 anni e 6 mesi di reclusione per Wanna Marchi, a 9 anni e 4 mesi per la figlia Stefania Nobile e a 3 anni per Francesco Campana. La Marchi e la figlia sono state condannate, nel mese di aprile 2010, anche per bancarotta fraudolenta per il fallimento della società Ascié. Dino Marchi, fratello di Wanna, è stato condannato per riciclaggio di parte dei proventi della Marchi.
L'8 ottobre 2011 Wanna Marchi ottiene il regime di semilibertà lavorando nel bar e ristorante La Malmaison Café, di proprietà di Davide Lacerenza, fidanzato della figlia. Il 30 ottobre 2012 viene reso noto che Marchi potrà beneficiare di una sospensione temporanea della pena per prendersi cura della figlia che subirà un'operazione chirurgica all'anca, fermo restando che la fine della pena rimane fissata al settembre 2015.

## Nella cultura di massa
- Nel film Com'è dura l'avventura del 1987, Lino Banfi e Paolo Villaggio, mentre sono in barca in balia di una burrasca e cercano aiuto via radio, ricevono la voce di Wanna Marchi durante una televendita.
- La vicenda di Wanna Marchi viene ripercorsa da una serie televisiva giapponese. Le tappe del suo percorso artistico e umano – da quando svolgeva attività di estetista fino ai clamori suscitati dal suo ruolo di imbonitrice televisiva – vengono narrate in una ricostruzione con attori occidentali basata sulle notizie giornalistiche relative al processo.[25]
- Il 3 dicembre 2007 debutta al teatro Jovinelli di Roma il musical Teletruffa alla crema, ispirato alla vicenda di Wanna Marchi.[26]
- Nel disco Internettezza urbana del 2002 dei Gem Boy alla fine della canzone Domanda si sente una parodia della sua famosa televendita assieme a un'imitazione di Mário Pacheco do Nascimento (in questo caso chiamato "Do Scopamiento").
- Nel 2010 Edoardo Bennato pubblica la canzone Wannamarkilibera, contenuta nell'album Le vie del rock sono infinite, ispirata alle vicende giudiziarie della Marchi.
- Nella canzone Ti sorrido mentre affogo, contenuta nell'album Il sogno eretico del rapper Caparezza, viene utilizzato il celebre urlo della Marchi «D'accordo?!». Viene citata anche nella canzone Epocalisse, contenuta nell'album Habemus Capa.
- Nella canzone Mal di stomaco, contenuta nell'album Tradimento, del rapper Fabri Fibra, vi è una citazione alle truffe sui numeri della lotteria della Marchi.
- Nell'album Supereroe di Emis Killa, Wanna viene citata da Gué Pequeno nel brano Adios.
- Nell'episodio numero 142 del podcast Muschio selvaggio, il giornalista Marco Travaglio accusa il rapper Fedez di prendersela con la giornalista Selvaggia Lucarelli perché questa avrebbe "trasformato sua moglie in Wanna Marchi", riferendosi allo scandalo Chiara Ferragni-Balocco.[27]

## Programmi televisivi
- Gran Bazar (Telecentro, 1977-1983)
- Accendi un'amica (Rete A, 1983-1990)
- Wanna Marchi Show (Rete A, 1983-1993)
- Ricordando un amico (Rete A, 1986)
- Fantastico (Rai 1, 1988-1989) Ospite fisso nello spazio dedicato alla Lotteria Italia
- I promessi sposi (Rai 1, 1990, cameo)
- Evviva l'allegria (Canale 5, 1991)
- Televendite (varie televisioni locali, 1996-2001)
- Tremate tremate, le streghe son tornate (TV7 Lombardia, 2004)
- Ora parlo io (iTV Italia, 2015)
- Le grandi sorelle (RTB Network, 2018)
- Maratona 100 ore di diretta (GO-TV, 2021)
- #noicreiamodipendenza (GO-TV, 2021-2022) Co-conduttrice
- Natale con i carcerati (Telelombardia, 2022) Co-conduttrice

## Filmografia
- I promessi sposi, regia di Tullio Solenghi, Anna Marchesini e Massimo Lopez – miniserie TV (1990)
- Dio c'è, regia di Alfredo Arciero (1998)
- Wanna – docuserie (2022)

### Pubblicità
- Botox - The Night Skinny (2022) - campagna pubblicitaria

## Pubblicazioni
- Signori miei, Monolito, 1986.
- Wanna Marchi e Stefania Nobile, Le nostre prigioni. Un diario a quattro mani, Gallo & Calzati, 2003, ISBN 9788888379333.
- Wanna Marchi e Stefania Nobile, Fine pena mai. La nostra vera storia come nessuno l’ha mai raccontata, Swipe NFT Italia, 2022.

## Discografia
- 1989 – D'accordo?! (7", 12") con The Pommodores.